# Taryn Reif
Taryn Reif (* 13. Februar 1976 in New York) ist eine US-amerikanische Schauspielerin.

## Leben
Im Alter von zwei Monaten hatte Reif ihre ersten Fernsehauftritte in Werbespots. Als Kind spielte sie kleinere Rollen in Seifenopern und Fernsehserien wie The Doctors, Jung und Leidenschaftlich – Wie das Leben so spielt und Springfield Story. Reif besuchte die Fordham University in New York und absolvierte ihren Bachelor of Arts am Lincoln Center for the Performing Arts.
Reifs Familie betreibt gemeinsam seit 1942 die Bar Reif’s Tavern im New Yorker Stadtbezirk Manhattan.

## Filmografie (Auswahl)

### Filme
- 2000: Whipped – Vernascht (Whipped)
- 2000: Blood Surf – Angriff aus der Tiefe (Krocodylus)
- 2000: Das Mercury Projekt (Rocket’s Red Glare)
- 2014: Beijing, New York

### Fernsehserien
- 2001: Liebe, Lüge, Leidenschaft (One Life to Live)
- 2015: Detective Laura Diamond (The Mysteries of Laura)